# سليمان (مغني)
سليمان نبشي (بالفرنسية: Slimane Nebchi)‏ هو مغني وكاتب أغاني فرنسي من أصل جزائري ولد في يوم 13 أكتوبر 1989 في مدينة شيل في فرنسا. اشتهر بعد اشتراكه في برنامج ذا فويس في سنة 2016 وألتي فاز بها. بعد ذا فويس قام بإنتاج ثلاثة ألبومات في سنوات 2016 و2018 و2019.